# Richard Conte
Richard Conte, ursprungligen Nicholas Peter Conte, född 24 mars 1910 i Jersey City i New Jersey, död 15 april 1975 i Los Angeles i Kalifornien, var en amerikansk skådespelare.

## Filmografi i urval
- 1943 – Rapport från Guadalcanal
- 1945 – Attack i sol
- 1946 – 13 Rue Madeleine
- 1946 – Jagad i natten
- 1948 – Ring Northside 777
- 1948 – Ond stad
- 1949 – Tjuvarnas marknad
- 1949 – Damen bedyrar
- 1949 – Lidelsernas hus
- 1950 – Hämndens timme
- 1951 – Dödsfällan
- 1953 – Blå gardenia
- 1955 – Hämndens skugga
- 1955 – Jag gråter imorgon
- 1959 – De 7 tappra
- 1960 – Storslam i Las Vegas
- 1964 – Wild West Show
- 1965 – Mannen från Nasaret
- 1967 – Tony Rome
- 1968 – Kvinna i cement
- 1972 – Gudfadern